# 잿 나이트
재티아 "잿" 나이트(Zatyiah "Zat" Knight, 1980년 5월 2일 ~ )는 잉글랜드의 전 축구 선수로, 현역 시절 포지션은 중앙 수비수이며 키가 198cm에 달하는 장신 수비수였다.

## 경력

### 클럽
과거 풀럼(1999년~2007년)과 피터버러 유나이티드(임대 이적, 2000년), 애스턴 빌라(2007년~2009년) 소속으로 뛴 적이 있었으며 현재는 볼턴 원더러스 소속으로 뛰고 있다.

### 국가대표
2005년 5월 28일에 열린 미국과의 친선 경기에 출전하면서 잉글랜드 대표팀에 데뷔했으며 5월 31일에 열린 콜롬비아와의 친선 경기에서도 출전했다.